# The Minute Man
The Minute Man es una escultura de 1874 de Daniel Chester French en el Parque Histórico Nacional Minute Man, Concord, en el estado de Massachusetts (Estados Unidos). Fue creado entre 1871 y 1874 después de una extensa investigación, y originalmente estaba destinado a ser de piedra. El medio se cambió a bronce y se fundió con diez cañones de la era de la Guerra de Secesión apropiados por el Congreso.
La estatua representa a un miliciano que se aleja de su arado para unirse a las fuerzas patriotas en la Batalla de Concord, al comienzo de la Guerra de Independencia de los Estados Unidos. El joven tiene un abrigo echado sobre su arado y tiene un mosquete en la mano. Los historiadores del arte del siglo XIX notaron que la pose se asemeja a la pose del Apolo Belvedere. Hasta finales del siglo XX, se asumió que la pose se transpuso de la estatua anterior. Con base en los diarios de Daniel Chester French, los historiadores del arte moderno han demostrado que el Apolo Belvedere fue solo una de varias estatuas que se utilizaron en la investigación de The Minute Man.
La estatua se inauguró en 1875 con motivo del centenario de la Batalla de la Concordia. Recibió elogios de la crítica y continúa siendo elogiado por los comentaristas. La estatua ha sido un símbolo sufragista y un símbolo de la Guardia Nacional de los Estados Unidos y sus componentes, la Guardia Nacional del Ejército y la Guardia Nacional Aérea, y representada en monedas como el medio dólar Lexington-Concord Sesquicentennial de 1925 y el estado de Massachusetts de 2000. trimestre

## Contexto
Minutemen o Minute Companies eran parte de la milicia de la Provincia de la Bahía de Massachusetts. El nombre minutemen proviene de la idea de que estarían listos para pelear con un minuto de anticipación. La fuerza se creó en respuesta a la falta de respuesta de la milicia de Massachusetts a la alarma de pólvora en septiembre de 1774. A diferencia de la milicia general, que estaba formada por todos los hombres blancos sanos de entre 16 y 60 años, las dos compañías de minuteros estaban formadas por jóvenes voluntarios a los que se les pagaba un chelín, ocho peniques por su tiempo de perforación tres veces por semana. La otra diferencia entre la milicia general y los milicianos era cómo se nombraban los oficiales. En la milicia general, los oficiales eran nombrados por el gobernador como favor político; los oficiales de los minutemen eran elegidos por sus pares. En febrero de 1775, Concord, Massachusetts, tenía 104 minuteros en dos compañías.

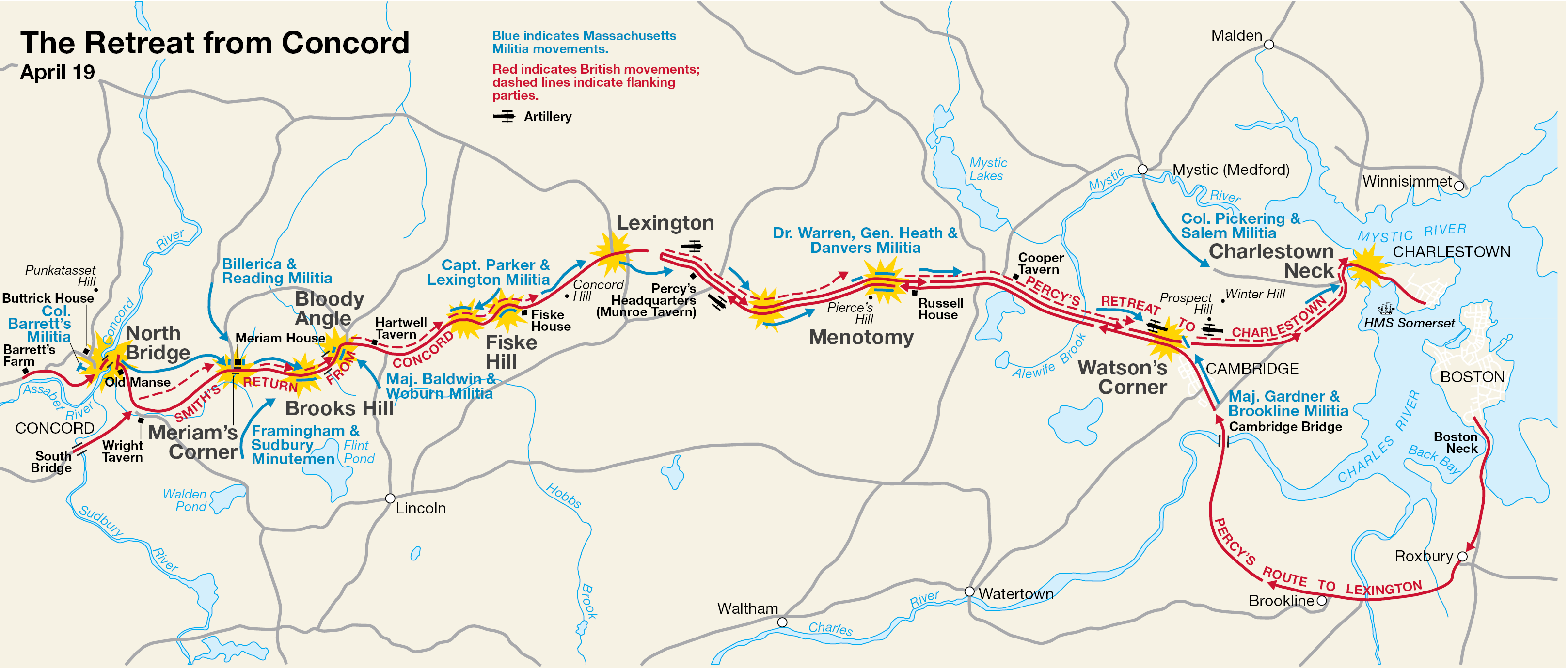
Un mapa del Servicio de Parques Nacionales que muestra la Batalla de Concord y la retirada británica

En 1775, el Congreso Provincial de Massachusetts designó a Concord como reserva de cañones, pólvora y municiones patriotas. En respuesta al creciente arsenal de armas, el general del ejército británico Thomas Gage envió espías a Concord para inspeccionar los preparativos. Basado en los informes de los espías y las instrucciones del Secretario de Estado para América William Legge, Gage ordenó un ataque preventivo en Concord. Al amanecer del 19 de abril de 1775, seis compañías de granaderos e infantería ligera al mando del mayor John Pitcairn se encontraron con un grupo de 70 milicianos al mando de John Parker en el Lexington Common. Los milicianos fueron alertados del avance británico por Paul Revere, William Dawes y Samuel Prescott, quienes viajaron desde Boston. Se desconoce quién disparó el primer tiro de la Batalla de Lexington, pero tras menos de 30 minutos de combates, ocho milicianos murieron y nueve resultaron heridos. Después de dispersar a los patriotas, Pitcairn trasladó sus tropas a Concord.
Según las alertas de Prescott y los informes de Lexington, 150 soldados de Concord y Lincoln se reunieron en Concord Common bajo el mando de James Barrett. Después de encontrarse con las tropas británicas que avanzaban, los Minutemen se retiraron a un terreno más alto sin disparar un tiro. Dado que las tropas británicas tenían el control de la ciudad, procedieron a buscar y destruir los suministros almacenados. El cañón, las balas de mosquete y la harina quedaron inutilizables, pero se retiró la pólvora antes de que pudiera ser incautada. Mientras los británicos registraban la ciudad, los Minutemen se trasladaron al Old North Bridge y fueron reforzados por milicianos de otras ciudades. En el puente, 400 milicianos y milicianos repelieron el avance británico y los obligaron a retirarse. Muchos de los minuteros que participaron en la Batalla de Concord se fueron a casa después de que los británicos se retiraran del puente. Sin embargo, los Minutemen de otras ciudades se enfrentaron con las tropas británicas durante su marcha de regreso a Boston.

### Monumento a la batalla de 1836

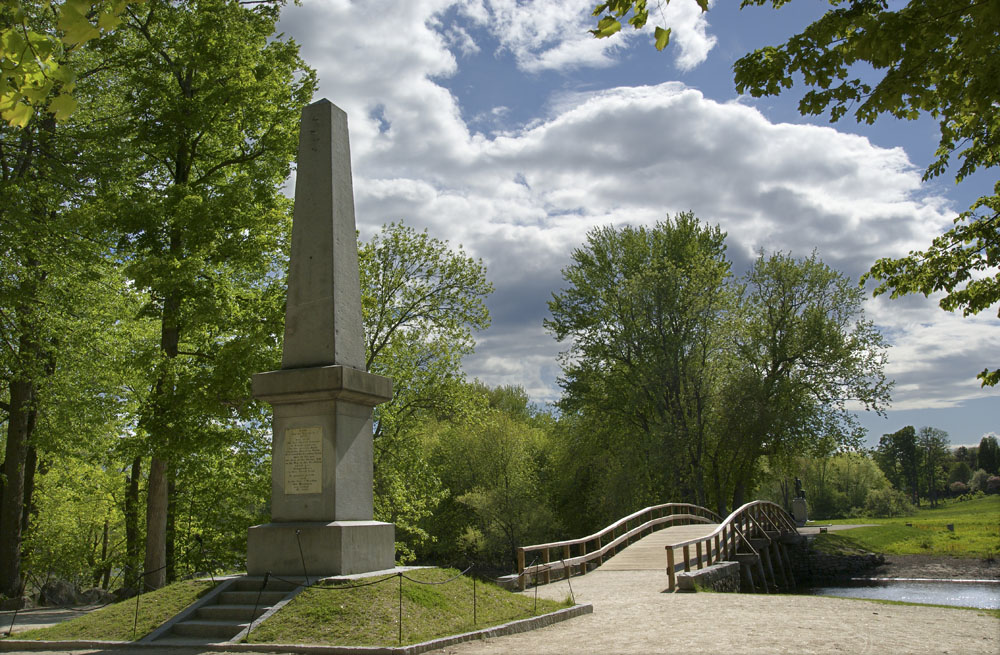
El obelisco de 1836 con The Minute Man al fondo al otro lado del río Concord

En 1825, la Bunker Hill Monument Association donó 500 dólares (unos 12 000 dólares de 2022) a Concord para construir un monumento a la Batalla de Concord. El plan original era colocar el monumento "cerca de la bomba del pueblo" en Concord. Debido a desacuerdos dentro de la ciudad, no se hizo nada con el dinero hasta que Ezra Ripley donó un terreno para el monumento cerca del Old North Bridge en 1835. Después de la donación, la ciudad hizo que Solomon Willard diseñara un obelisco de granito simple 7,6 m para conmemorar el 60 aniversario de la Batalla de Concord. El " Himno de la Concordia " fue escrito por el escritor trascendentalista Ralph Waldo Emerson para la dedicación del monumento en 1836. En la ceremonia, se cantó con la melodía de "Old Hundred".
Para disgusto de Emerson, el obelisco se encuentra en la orilla del río donde los británicos estuvieron de pie durante la batalla. El Minute Man fue creado para la celebración del centenario de la batalla en 1875. A diferencia del monumento anterior, se colocaría en la orilla donde se encontraba la milicia de Massachusetts.

## Elaboración y dedicación
El comité de monumentos de The Minute Man, que estaba formado por George M. Brooks, John B. More, John S. Keyes y Emerson, solo consideró a Daniel Chester French porque era de Concord y su padre, Henry F. French, era un destacado abogado local y exjuez. La estatua fue la primera obra de tamaño completo de French; anteriormente, French había producido un busto de su padre y una estatua adicional. En 1871, un año antes de que se le encargara formalmente, el presidente del comité le pidió a French que comenzara a trabajar en la estatua. A lo largo del año, French dibujó posibles poses para la estatua. Ese verano, creó una pequeña "figura relacionada" de arcilla que fue rechazada por el comité. Se desconoce cómo era esa estatua y no se salvó.
French investigó The Minute Man estudiando los cuernos de pólvora y los botones de la época. Según Harold Holzer, debido a que French era un hombre guapo, "habría una fila de mujeres jóvenes fuera de su estudio listas para mostrarle sus supuestos artefactos coloniales " para ayudarlo con su investigación. Después de una búsqueda de meses, se localizó un arado de la era correcta para modelar la estatua. En 1873, el comité de la estatua aceptó su segundo modelo de arcilla de la estatua. El mismo año, el medio de la estatua se cambió de piedra a bronce. La versión en miniatura de la estatua ganó un concurso de arte local en septiembre de 1873, pero los críticos consideraron que la pose de la figura era "incómodamente rígida". La pose de The Minute Man se hizo más natural en el proceso de ampliación al trabajar con modelos. En septiembre de 1874, la estatua se completó y se envió una versión de yeso de la estatua de arcilla a Ames Manufacturing Works en Chicopee, Massachusetts. Debido a que la ciudad no tenía el dinero para fundir la estatua en bronce, a través de un proyecto de ley presentado por Ebenezer R. Hoar, el Congreso de los Estados Unidos asignó diez cañones de la era de la Guerra Civil para el proyecto. La estatua fue fundida con el metal de las armas.
La estatua se inauguró el 19 de abril de 1875, durante la celebración del centenario de la Batalla de Concord, en una ceremonia a la que asistieron el presidente Ulysses S. Grant y Ralph Waldo Emerson. French, sin embargo, se fue a Italia para seguir estudiando escultura en 1874 y no asistió. Holzer sugiere que French evitó la celebración "en caso de que la estatua fuera criticada" por los críticos contemporáneos. Los temores de French fueron infundados y la estatua fue recibida positivamente por los críticos de arte y el público.

### El Minute Man de Concordde 1775
La ciudad de Concord encargó a French en 1889 que reelaborara The Minute Man para el USS Concord. La nueva estatua, pagada por el Congreso, se tituló The Concord Minute Man of 1775. La estatua reelaborada limpió algunas imperfecciones de la estatua original e incorporó elementos de Beaux Arts. French hizo que el movimiento de la nueva estatua fuera más fluido y natural. Se completó en 1890 y se instaló en la cañonera en 1891. La clase Omaha también llevó una copia de la estatua. USS Concord en la década de 1940.

## Composición

### Estatua

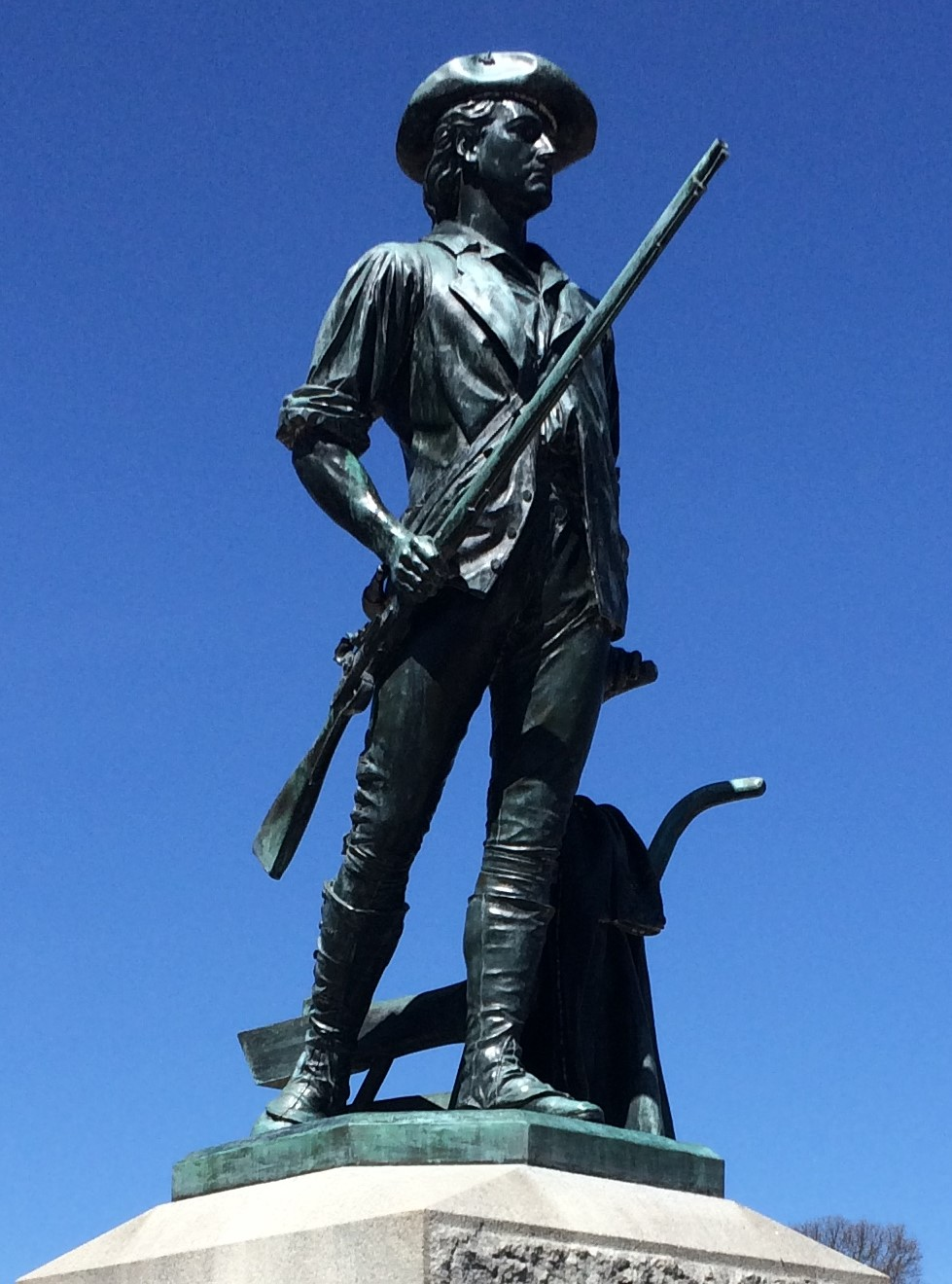
Primer plano de The Minute Man sin su pedestal

La estatua mide 2,1 m de altura y representa a un minutero en la Batalla de Concord. Es, quizás, un retrato de Isaac Davis, Se muestra al granjero convertido en soldado cambiando su arado por un mosquete y alejándose de su vida privada hacia la batalla inminente. Las mangas de su abrigo y camisa están arremangadas; el abrigo del minutero está colocado sobre el arado. Un cuerno de pólvora, por error, se sienta en la espalda del hombre en lugar de en su cadera, donde se puede usar. Su rostro está alerta mientras sus ojos están fijos en la batalla a la que está listo para marchar. En su cabeza se sienta un sombrero de ala ancha que ha sido fijado en el lado derecho.
La pose del soldado ha sido comparada con la pose del Apolo Belvedere. Los críticos de arte de los siglos XIX y XX, como Lorado Taft y H. C. Howard, han sugerido que la pose se copió directamente de la escultura romana. Howard, en particular, trivializa la escultura como "poco más que una interpretación americanizada del Apollo Belvedere". La erudición moderna, que trabaja con los diarios de French, no está de acuerdo con que la pose sea una copia, aunque reconoce que French usó una variedad de moldes de yeso de esculturas clásicas, incluido el Apollo Belvedere, como inspiración al crear The Minute Man.

### Pedestal
El Minute Man estaba destinado a ser colocado en una roca local por la ciudad de Concord. Ante la insistencia de French y su padre, el pueblo permitió el diseño de un pedestal de piedra. Varios arquitectos presentaron diseños a la ciudad, incluido el hermano de French, pero James Elliot Cabot ganó el concurso. El diseño resultante es un pedestal de granito simple que mide 2,3 m de alto y 1,4 m de ancho con inscripciones en dos lados. En el frente, está inscrito con la primera estrofa de "Concord Hymn" de Ralph Waldo Emerson. La fecha de la batalla y el año del centenario están en la parte trasera. El diseño de Cabot es casi idéntico al diseño final del pedestal de French. A lo largo de la creación de The Minute Man, French dibujó y construyó una variedad de pedestales potenciales.
Debajo del pedestal hay una cápsula del tiempo de cobre de 1875 que contiene elementos de celebraciones pasadas de la batalla, mapas y fotografías tanto del escultor como del escultor. En 1975, se colocó una segunda cápsula del tiempo debajo del pedestal que incluía prendedores de Girl Scouts USA, la bandera del Bicentenario de los Estados Unidos y una cinta de casete.

## Recepción
The Minute Man es muy apreciado por historiadores y críticos de arte. Rudyard Kipling estuvo "muy cerca de atragantarse" cuando vio la estatua y el campo de batalla durante su gira de 1892 por los Estados Unidos. Anna Seaton-Schmidt se refirió a él como "el más inspirador de nuestros monumentos de soldados" en su biografía de francés de 1922 en The American Magazine of Art. La Comisión Nacional de Sitios Históricos de Boston afirmó que la estatua "personifica perfectamente al patriota estadounidense" en su informe provisional de 1959. Michael Richman, Samuel H. Kress Fellow de 1971-1972, lo llama una "obra maestra de la escultura estadounidense del siglo XIX". Chris Bergeron de The MetroWest Daily News describe The Minute Man como "un detalle naturalista imbuido de un efecto idealista". Harold Holzer describe la estatua como representativa del estilo francés de "naturalismo, un gran sentimiento de humanidad y conexión con el tema".
Louisa May Alcott, escribiendo para Woman's Journal, comentó sobre la falta de lugar para las mujeres en su ceremonia de inauguración. Alcott y otras sufragistas se apropiaron de la estatua como símbolo de su lucha por el derecho al voto, y las sufragistas peregrinaron a la estatua en la década de 1880.
El Minute Man fue ampliamente utilizado por el gobierno de los EE. UU. para evocar la idea del ciudadano-soldado, conmemorar la Batalla de Concord y servir como símbolo de Massachusetts. La estatua aparece en el sello de la Guardia Nacional de los Estados Unidos y sus componentes, la Guardia Nacional del Ejército y la Guardia Nacional Aérea. En 1925, el Departamento de Correos de los Estados Unidos emitió un sello de cinco centavos que representaba la estatua y los versos del "Himno de la Concordia". El Tesoro de los Estados Unidos ha utilizado la estatua tanto en bonos de guerra como en bonos de ahorro. Los lugares de trabajo y las escuelas con una tasa de participación de bonos de guerra del 90% fueron autorizados a enarbolar una bandera con The Minute Man durante la Segunda Guerra Mundial. La estatua se ha representado dos veces en monedas de los Estados Unidos. Aparece en el anverso del medio dólar del Sesquicentenario de Lexington-Concord de 1925, y en el reverso de la moneda de veinticinco centavos del estado de Massachusetts de 2000 junto con un contorno del estado.
| A blue postage stamp. In the middle is a statue of a man in 18th-century clothing. He holds a rifle, and his coat is on a plow beside him. On tablets to the immediate left and right of the statue are four stanzas of the Concord Hymn. Above is printed "United States Postage"; below, "Lexington-Concord" and "Five Cents". In the bottom corners are the numeral 5 with the year 1775 on the left and 1925 on the right. |
| El sello de cinco centavos emitido por el Departamento de Correos de los Estados Unidos en 1925 |

| Two sides of a silver coin. On the one side is a statue of a man in 18th-century clothing. He holds a rifle, and his coat is on a plow beside him. Above the statue is inscribed "United States of America" and below "Patriot Half Dollar". To the side of the statue is the inscription "Concord Minute-Man" on the left and "In God We Trust" on the right. |
| El medio dólar del Sesquicentenario Lexington-Concord de 1925 que muestra The Minute Man en el anverso |

| A white propaganda poster. On the right is a brown statue of a man in 18th-century clothing. He holds a rifle, and his coat is on a plow beside him. Behind the statue is (from left to right) a church spire, a New England-style meetinghouse, and a colonial house. In the right is printed in blue "For Freedom's Sake" and at the bottom is printed in red "Buy War Bonds". |
| Un cartel de propaganda de la década de 1940 de la Oficina de Información de Guerra de los Estados Unidos que fomenta la venta de bonos de guerra. |

| A nickle coin bearing the statue of a man in 18th-century clothing. He holds a rifle, and his coat is on a plow beside him. Behind the man is the outline of Massachusetts. Above the image is inscribed "Massachusetts" and "1788." Beside the image is inscribed "The Bay State." Below the image is inscribed "2000" and "E pluribus unum". |
| El reverso del trimestre del estado de Massachusetts de 2000 que muestra un mapa del estado y la estatua |

| A blue shield with yellow outlining emblazoned with a man in 18th-century clothing holding a rifle in brown. Behind him are two profiles of fighters in white. Below the shield is a white scroll with yellow outlining that states "Air National Guard". |
| El escudo de la Guardia Nacional Aérea |